# 星野奈津子
星野 奈津子（ほしの なつこ、1987年7月15日 - ）は、日本の元女優。

## 来歴・人物
以前はプロダクション尾木、ZEAL associate（ジールアソシエイツ）に所属していた。プロダクション尾木に所属時の芸名は「天月 梨絵」。
2007年11月19日、坂出3人殺害事件について被害者姉妹の父親を犯人と疑う会話が家庭で行われていると自身のブログに掲載し、それを不適切だと指摘されたことを受け、同21日付のブログで謝罪した。あわせて、星野の所属事務所が芸能活動を1年間休止させることを発表した（事件については後日、別の男が容疑者として逮捕されている）。
その後復帰したが、2009年のドラマ出演を最後に、2025年3月時点まで一切の活動が無く、事実上の引退状態となっている。

## 主な出演

### テレビドラマ
- 1リットルの涙（2005年、フジテレビ） - 本田香織 役
- 着信アリ5-9話（2005年、テレビ朝日） - 秋野智佳 役
- 時効警察（2006年、テレビ朝日） - 吉祥寺 役
- アテンションプリーズ（2006年、フジテレビ） - 竹本理恵 役
  - 土曜プレミアム「アテンションプリーズスペシャル〜ハワイ・ホノルル編〜」（2007年、フジテレビ） - 竹本理恵 役
- 僕の歩く道（2006年、フジテレビ） - 水野楓 役
- 生徒諸君!（2007年、テレビ朝日） - 米崎駒子 役
- 帰ってきた時効警察（2007年、テレビ朝日）-吉祥寺役
- 執事喫茶にお帰りなさいませ（2009年、毎日放送） - 仁科早百合 役

### バラエティ
- アイドル道（フジテレビ721）
- 侵略ちょ〜美少女ミリ（BSフジ）

### PV
- ここにいるよ feat.青山テルマ（SoulJa）

### イベント
- ゴゴシャンギャルズ（東京キャラクターショー2005）